# Гравитационный бетоносмеситель
Гравитационный бетоносмеситель — строительная машина, в которой перемешивание бетонной смеси осуществляется за счёт действия на неё силы тяжести.

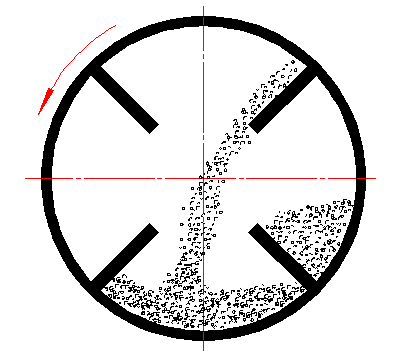
Конструктивная схема гравитационного бетоносмесителя

Одной из конструкций гравитационного бетоносмесителя является барабан, вращающийся вокруг горизонтальной или наклонной оси. В барабане имеются лопасти, которые во время вращения подхватывают, поднимают и сбрасывают вниз потоки смеси. Частота вращения гравитационных бетоносмесителей ограничена величиной 20 об/мин. Это обусловлено необходимостью предотвращения возникновения больши́х центробежных сил, препятствующих свободному перемешиванию компонентов смеси.

Смеситель типа «Пьяная бочка»

Более проста в изготовлении «Пьяная бочка»., представляющая собой цилиндрическую ёмкость, ось вращения которой пересекает ось цилиндра под определённым углом (чаще всего в пределах от 30° до 45°). При вращении ёмкости загруженные в неё компоненты циклически падают от одного торца ёмкости к другому и перемешиваются. Основное достоинство конструкции — предельная простота реализации. Ещё одним достоинством является то, что смесь контактирует только со стенками камеры, что позволяет смешивать взрывоопасные компоненты (например, при производстве пороха) или химически агрессивные вещества. Недостаток — низкий коэффициент полезного действия. Нашли широкое применение в строительном деле, химической, косметической, пищевой, фармацевтической и ряда других отраслей промышленности. Простая конструкция позволяет изготавливать их кустарно.